# Federația Haitiană de Fotbal
Federația de Fotbal din Haiti este forul ce guvernează fotbalul în Haiti. Se ocupă de organizarea echipei naționale și a altor competiții fotbalistice din stat, precum Ligue Haïtienne. După cutremurul din 2010 federația a primit din partea FIFA și a naționalelor bine clasate 3 milioane de dolari pentru a reconstrui arenele sportive afectate sau distruse.